# BBHF1 -南下する青年-
『BBHF1 -南下する青年-』（ビービーエイチエフ ワン なんかするせいねん）は日本のロックバンド・BBHFの2枚目のアルバム。2020年9月2日に発売された。発売元はラストラム・ミュージックエンタテインメント。

## 概要
前作『Moon Boots』から約2年ぶり、またBBHFへと改名後初となるフルアルバム。
リリース発表当初は、2020年5月27日に発売を予定していたが、日本国内における新型コロナウイルス感染拡大の状況を受け、本作発売は延期となり、またアルバムリリースに伴うツアーも延期となった。なお、延期後の発売日は2020年9月2日となった。また、当初のリリース日である5月27日には書き下ろしの新曲「かけあがって」を急遽リリースした。
Billboard JAPANの2020年9月20日付「Top Albums Sales」によると、1,470枚を売り上げ29位にランクインした。

## 構成・制作
本作は2枚組で構成され、初出となる全17曲を収録する。CDは小説をイメージし、「上」「下」に分けられている。「寒暖差」というテーマのもと、17曲を通して「北から南へ旅する一人の青年の物語」が描かれる。
CD盤は「太陽」終了後に隠しトラック（タイトル不明）が収録されている。また、デジタル・ダウンロード版を購入するとボーナストラックとして「Torch Remote Session」がダウンロード可能となる。
全曲のレコーディングは北海道札幌市に所在するプライベートスタジオ・わんわんスタジオにてメンバーにより行われた。ミックスは一部の楽曲をマイク・クロッシーが担当したほかは、すべてメンバーと共同プロデュースを担当した岩井郁人によりわんわんスタジオにて行われた。
アートワークは前作やEPに引き続き、サンディエゴのコラージュアーティスト・Andrew McGranahanが手がけており、ジャケットにはメンバーと同じく北海道稚内市出身の画家・因藤壽による1952年の作品「麦ふみ」が使用されている。

## 収録内容
CDは2枚組仕様で、それぞれに『上』、『下』と題されている。CD盤のみ、「太陽」のあとに隠しトラックが収録されている。
上
| 全作詞・作曲: 尾崎雄貴。 |                                        |          |            |      |
| #                        | タイトル                               | 作詞     | 作曲・編曲 | 時間 |
| 1.                       | 「流氷」(ICE FLOE)                     | 尾崎雄貴 | 尾崎雄貴   | 4:10 |
| 2.                       | 「月の靴」(MOON BOOTS)                 | 尾崎雄貴 | 尾崎雄貴   | 1:35 |
| 3.                       | 「Siva」                               | 尾崎雄貴 | 尾崎雄貴   | 4:40 |
| 4.                       | 「N30E17」                             | 尾崎雄貴 | 尾崎雄貴   | 4:42 |
| 5.                       | 「クレヨンミサイル」(CRAYON MISSILE)   | 尾崎雄貴 | 尾崎雄貴   | 4:14 |
| 6.                       | 「リテイク」(RETAKE)                   | 尾崎雄貴 | 尾崎雄貴   | 4:00 |
| 7.                       | 「とけない魔法」(UNBREAKABLE SPELL)    | 尾崎雄貴 | 尾崎雄貴   | 4:23 |
| 8.                       | 「1988」                               | 尾崎雄貴 | 尾崎雄貴   | 4:09 |
| 9.                       | 「南下する青年」(YOUNG MAN GOES SOUTH) | 尾崎雄貴 | 尾崎雄貴   | 1:35 |
| 合計時間:                | 合計時間:                              | 33:28    |            |      |

下
| 全作詞・作曲: 尾崎雄貴。 |                                               |          |            |      |
| #                        | タイトル                                      | 作詞     | 作曲・編曲 | 時間 |
| 10.                      | 「鳥と熊と野兎と魚」(BIRD BEAR HARE AND FISH) | 尾崎雄貴 | 尾崎雄貴   | 1:33 |
| 11.                      | 「夕日」(SUNSET)                              | 尾崎雄貴 | 尾崎雄貴   | 2:44 |
| 12.                      | 「僕らの生活」(OUR LIVES)                     | 尾崎雄貴 | 尾崎雄貴   | 3:26 |
| 13.                      | 「疲れてく」(TIRED)                           | 尾崎雄貴 | 尾崎雄貴   | 4:01 |
| 14.                      | 「君はさせてくれる」(YOU MAKE ME)             | 尾崎雄貴 | 尾崎雄貴   | 4:50 |
| 15.                      | 「フリントストーン」(FLINTSTONE)              | 尾崎雄貴 | 尾崎雄貴   | 4:17 |
| 16.                      | 「YoHoHiHo」                                  | 尾崎雄貴 | 尾崎雄貴   | 3:10 |
| 17.                      | 「太陽」(THE SUN)                             | 尾崎雄貴 | 尾崎雄貴   | 4:37 |
| 合計時間:                | 合計時間:                                     | 28:38    |            |      |

配信限定
| #   | タイトル                 | 作詞 | 作曲・編曲 | 時間 |
| --- | ------------------------ | ---- | ---------- | ---- |
| 18. | 「Torch Remote Session」 |      |            | 4:13 |

### 初回限定盤
初回限定盤にはDVDが付属する。
「2019.12.16 BBHF ONE MAN TOUR 2019 “FAM!FAM!FAM!” 恵比寿LIQUIDROOMライブ映像」を収録。
1. Mirror Mirror (Instrumental)
2. リビドー
3. だいすき
4. 友達へ
5. バック
6. Torch
7. Mirror Mirror
8. なにもしらない
9. あこがれ
10. シンプル
11. 涙の階段

### 楽曲について
- 流氷
とけない魔法
太陽
  - 前作『Moon Boots』やEP『Family』にも参加したマイク・クロッシーがミックスを手掛けた。
- クレヨンミサイル
  - 2020年6月21日にFM802にて放送された「BINTANG GARDEN『HELLO OSAKA BBHF 〜その青年達は今〜』」にて限定オンエアされた。
- リテイク
  - 先行シングル。6月19日に配信開始[4]。
  - 2020年6月10日にAIR-G'にて放送されたレギュラーラジオ番組「BBHF Talks」にて初オンエアされた。
- 南下する青年
  - 声優・宮本充による朗読によって構成されている。
- 僕らの生活
  - 先行シングル。7月15日に配信開始[10]。
  - 2020年6月17日にAIR-G'にて放送されたレギュラーラジオ番組「BBHF Talks」にて初オンエアされた。
  - ミュージックビデオが存在する[11]。監督はアルバムの共同プロデューサーでもあり本作リリース時のアーティスト写真も撮影した岩井郁人が担当した。
- 君はさせてくれる
  - 先行シングル。8月19日に配信開始[11]。
  - 2020年6月16日にFM802にて放送された「Poppin’FLAG!!!」にて初オンエアされた。
  - 映像作家・ミラーレイチェル智恵によるディレクターズビデオが存在する[12]。

## 制作クレジット

### アルバムクレジット
- プロデューサー：BBHF、岩井郁人
- レコーディングエンジニア：BBHF
レコーディングスタジオ：わんわんスタジオ（北海道札幌市）
- マスタリングエンジニア：鶴羽宏一
マスタリングスタジオ：HIT STUDIO（北海道札幌市）
- ジャケットアート「麦ふみ」：因藤壽
- アートワーク：アンドリュー・マクグラナハン（サンディエゴ）

### 楽曲ごとのクレジット
- 流氷、とけない魔法、太陽
ミックスエンジニア：マイク・クロッシー
スタジオ：Patchwork Studios（カリフォルニアカルバーシティ）

- 月の靴、Siva、N30E17、クレヨンミサイル、リテイク、1988、南下する青年、鳥と熊と野兎と魚、夕日、僕らの生活、疲れてく、君はさせてくれる、フリントストーン、YoHoHiHo
ミックスエンジニア：BBHF、岩井郁人
スタジオ：わんわんスタジオ（北海道札幌市）

- 南下する青年
ナレーション：宮本充

- Siva、1988、僕らの生活、疲れてく、君はさせてくれる
サクソフォン：ダニエル・ウォレス

- Siva、1988、僕らの生活、疲れてく、君はさせてくれる、フリントストーン

- コーラス&ハミング：Furui Riho